# 巢哥
巢哥（1999年10月4日—），舊名臺灣雀巢，臺灣YouTuber，因解說及遊玩《Minecraft》遊戲實況而知名。

## 外部連結
- 巢哥的Facebook （页面存档备份，存于）
- 巢哥的YouTube主頻道 （页面存档备份，存于）
- 巢哥的IG